# Jammu und Kashmir (Unionsterritorium)
Jammu und Kashmir oder Dschammu und Kaschmir ist seit dem 31. Oktober 2019 ein Unionsterritorium Indiens. Zuvor war es ein Teil des gleichnamigen indischen Bundesstaates Jammu und Kaschmir. 

## Geographie
Jammu und Kashmir nimmt knapp die Hälfte von der Fläche und fast 98 Prozent der Bevölkerung des ehemaligen Bundesstaates Jammu und Kaschmir ein; der andere Teil ist das Unionsterritorium Ladakh. Das Gebiet ist Teil der völkerrechtlich umstrittenen Region Kaschmir. Nach offizieller indischer Sicht gehört das unter pakistanischer Kontrolle stehende Asad Kaschmir („Freies Kaschmir“) zum Unionsterritorium.
Die Regierung hat ihren Sitz im Sommer in Srinagar und im Winter in Jammu, was bereits beim Bundesstaat Jammu und Kashmir der Fall war. Nach der Volkszählung von 2011 liegt die Einwohnerzahl bei 12,3 Millionen Personen. Das Gebiet zählt zu den Regionen Indiens mit einer muslimischen Bevölkerungsmehrheit.
Jammu und Kashmir grenzt (im Uhrzeigersinn, beginnend im Süden) an die indischen Bundesstaaten Himachal Pradesh und den Punjab, die gleichnamige pakistanische Provinz Punjab, an das teilautonome pakistanische Asad Kaschmir, an das pakistanische Gilgit-Baltistan sowie an das Unionsterritorium Ladakh. Das Gebiet gliedert sich in zwei Regionen. Im westlichen Teil liegt die Region Kashmir mit überwiegend muslimischer Bevölkerung und Srinagar als Zentrum. Die südliche Region ist Jammu, die eine überwiegend hinduistische Bevölkerung aufweist.
Die große landschaftliche Schönheit des etwa 135 Kilometer langen und 32 Kilometer breiten Kaschmirtals, wo auf relativ engem Raum eine große Zahl an verschiedenen Klimazonen zu finden sind (von gemäßigt-mediterran-subtropisch bis zu hochalpin) wurde schon von vielen Reisenden und Schriftstellern gerühmt. Der Mogulkaiser Jahangir († 1627) ließ den dem persischen Dichter Amir Chosrau zugeschriebenen Vers „Wenn es ein Paradies auf Erden gibt, dann ist es hier, hier, hier!“ in den Hauptpavillon der Shalimar-Gärten südlich von Srinagar einmeißeln.

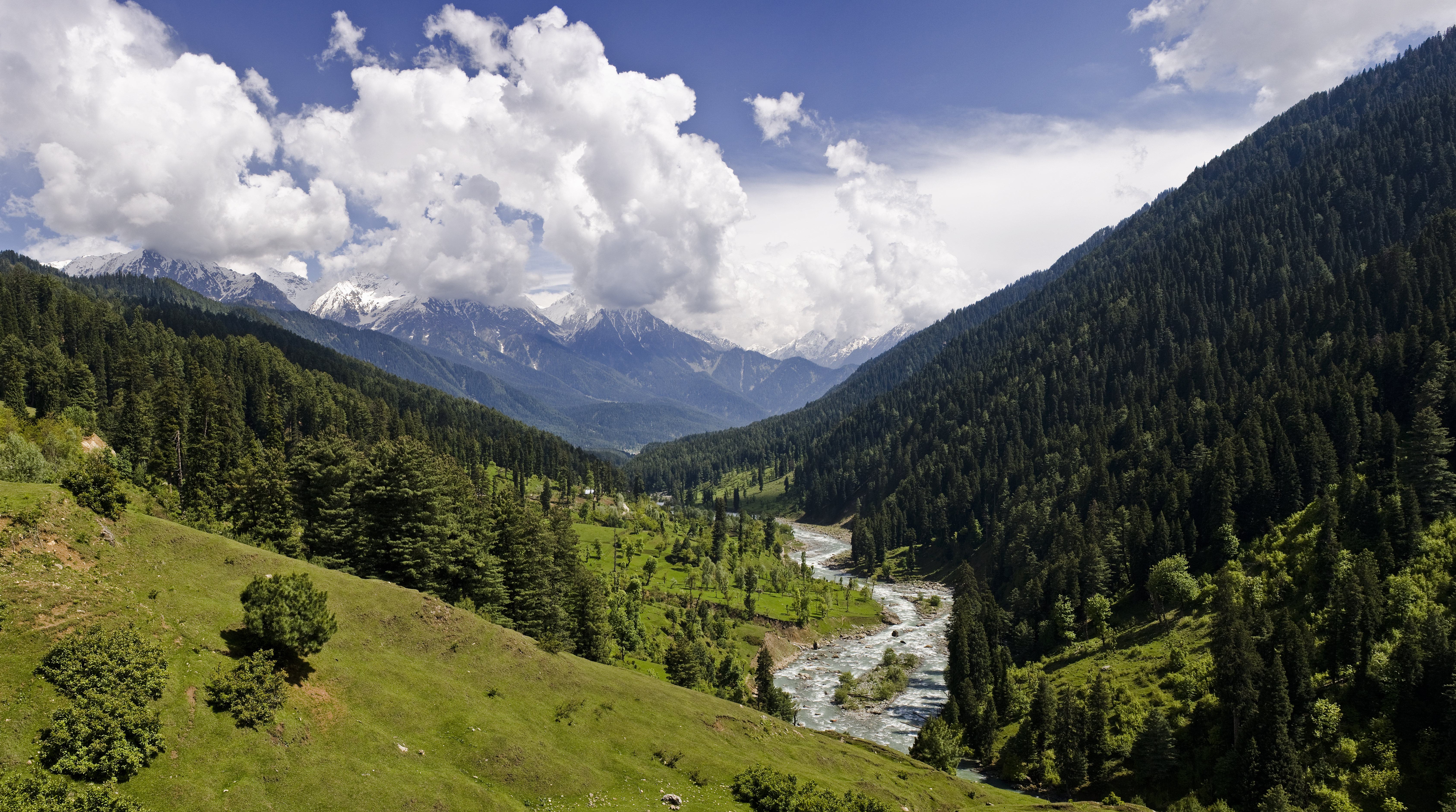
Pahalgam-Tal
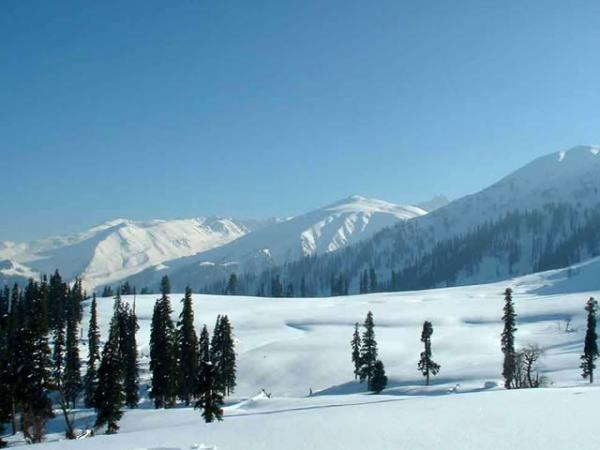
Winter in Kaschmir

### Städte über 30.000 Einwohner
(Stand: Zensus 2011)
| Stadt     | Einwohner |
| --------- | --------- |
| Srinagar  | 1.180.570 |
| Jammu     | 502.197   |
| Anantnag  | 109.433   |
| Sopore    | 61.098    |
| Baramulla | 58.053    |
| Kathua    | 51.991    |
| Bandipore | 37.081    |
| Udhampur  | 35.507    |

## Verwaltungsgliederung

### Divisionen und Distrikte
Das Unionsterritorium Jammu und Kashmir ist in folgende 20 Distrikte untergliedert (Daten nach der Volkszählung 2011):, welche in zwei Divisionen aufgeteilt sind.

Distrikte von Jammu und Kashmir

| Division       | Division       | Distrikt  | Verw.- sitz | Fläche (km²) | Bevölkerung (2011) | Bev.- dichte Ew./km² |
| -------------- | -------------- | --------- | ----------- | ------------ | ------------------ | -------------------- |
|                | Jammu          | Kathua    | Kathua      | 2.651        | 615.711            | 246                  |
| Jammu          | Jammu          | Jammu     | 2.342       | 1.526.406    | 653                |                      |
| Samba          | Jammu          | Samba     | 904         | 318.611      | 353                |                      |
| Udhampur       | Jammu          | Udhampur  | 2.637       | 555.357      | 210                |                      |
| Reasi          | Jammu          | Reasi     | 1.719       | 314.714      | 183                |                      |
| Rajouri        | Jammu          | Rajouri   | 2.630       | 619.266      | 244                |                      |
| Punch          | Jammu          | Punch     | 1.674       | 476.820      | 285                |                      |
| Doda           | Jammu          | Doda      | 2.306       | 409.576      | 178                |                      |
| Ramban         | Jammu          | Ramban    | 1.329       | 283.313      | 213                |                      |
| Kishtwar       | Jammu          | Kishtwar  | 7.737       | 231.037      | 30                 |                      |
| Jammu gesamt   | Jammu gesamt   | Jammu     | 25.929      | 5.350.811    | 206                |                      |
|                | Kaschmir       | Anantnag  | Anantnag    | 3.574        | 1.069.749          | 302                  |
| Kulgam         | Kaschmir       | Kulgam    | 410         | 423.181      | 1035               |                      |
| Pulwama        | Kaschmir       | Pulwama   | 1.086       | 570.060      | 516                |                      |
| Shopian        | Kaschmir       | Shopian   | 312         | 265.960      | 853                |                      |
| Badgam         | Kaschmir       | Badgam    | 1.361       | 755.331      | 554                |                      |
| Srinagar       | Kaschmir       | Srinagar  | 1.979       | 1.250.173    | 625                |                      |
| Ganderbal      | Kaschmir       | Ganderbal | 1.045       | 297.003      | 285                |                      |
| Bandipore      | Kaschmir       | Bandipore | 345         | 385.099      | 1137               |                      |
| Baramulla      | Kaschmir       | Baramulla | 4.243       | 1.015.503    | 238                |                      |
| Kupwara        | Kaschmir       | Kupwara   | 2.379       | 875.564      | 366                |                      |
| Kashmir gesamt | Kashmir gesamt | Srinagar  | 16.351      | 6.907.622    | 433                |                      |
| Gesamt         | Gesamt         | Gesamt    | Gesamt      | 42,241       | 12.258.433         | 290                  |

## Geschichte
Zur Geschichte des Fürstenstaates Kashmir und Jammu bis 1947 siehe Kaschmir. Zur Geschichte des Bundesstaates Kashmir und Jammu bis 2019 siehe Jammu und Kashmir (Bundesstaat).
Die Bildung des neuen Unionsterritoriums Jammu und Kashmir wurde im Jammu and Kashmir Reorganisation Act 2019 vollzogen, der am 9. August 2019 in Kraft trat. Hiermit wurde der Bundesstaat Jammu und Kaschmir mit Wirkung zum 31. Oktober 2019 in die beiden Unionsterritorien Jammu und Kaschmir sowie Ladakh aufgeteilt. Die Maßnahme wurde mit den anhaltenden Unruhen in der Region im Rahmen des Kaschmir-Konflikts begründet. Die Autonomie- und Sonderrechte der Region wurden dadurch abgeschafft und das Gebiet der indischen Regierung direkt unterstellt, nachdem die zuvor den Chief Minister der Landesregierung abgesetzt hatte und den Ausnahmezustand ausgerufen hatte. Die Aufhebung der regionalen Autonomie führte zu Protesten im Ausland, unter anderem in Pakistan und der Volksrepublik China, die Ansprüche auf das Gebiet erheben. Im August 2019 stellte Pakistan aus Protest alle formellen Handelsbeziehungen zu Indien ein. Auch unter der Bevölkerung von Kaschmir kam es zu Protesten.
Am 31. Oktober 2019 trat der erste Lieutenant Governor G. C. Murmu sein Amt an.

## Politik
Dem früheren Bundesstaat Jammu und Kaschmir wurde durch Artikel 370 der Verfassung Indiens ein Sonderstatus zuerkannt. Im Gegensatz zu anderen Bundesstaaten Indiens verfügte Jammu und Kaschmir über eine eigene Verfassung, Flagge und Verwaltungsautonomie. Inder aus anderen Bundesstaaten durften in Jammu und Kaschmir kein Land oder Eigentum erwerben. Mit der Bildung des Unionsterritoriums wurden diese Gesetze außer Kraft gesetzt. Das Gebiet des Unionsterritoriums Jammu und Kashmir wird jetzt gemäß Artikel 239 der Verfassung Indiens verwaltet.
Vertreter der Zentralregierung ist ein Lieutenant Governor, der vom Präsidenten Indiens ernannt wird. Die Legislative ist eine Einkammerversammlung, deren Amtszeit fünf Jahre beträgt. Die gesetzgebende Versammlung kann Gesetze für alle in der Staatsliste der Verfassung Indiens aufgeführten Angelegenheiten erlassen mit Ausnahme der Bereiche Öffentliche Ordnung und Polizei, die der Zentralregierung Indiens vorbehalten bleiben.
Der frühere Bundesstaat Jammu und Kashmir war in 87 Wahlkreise für das Regionalparlament aufgeteilt. 24 weitere Wahlkreise lagen im pakistanischen Teil Jammu und Kashmirs, so dass der Bundesstaat nach indischer offizieller Lesart 111 Wahlkreise hatte. Davon entfielen 83 auf das Gebiet des späteren indischen Unionsterritoriums und 4 auf Region Ladakh. Ein am 5. August 2019 in die Lok Sabha eingebrachtes Gesetz sah vor, dass das indische Unionsterritorium Jammu und Kashmir nach einer Neueinteilung der Wahlkreise künftig 90 Wahlkreise aufweisen soll. Hinzu kommen nach offizieller Zählung 24 Wahlkreise im pakistanischen Teil, die jedoch immer vakant bleiben. Die am 5. Mai 2022 veröffentlichte finale Wahlkreiseinteilung sah fünf Lok-Sabha-Wahlkreise vor, die in jeweils 18 Wahlkreise für das Regionalparlament aufgeteilt waren. 43 dieser insgesamt 90 Wahlkreise lagen in Jammu und 47 in Kashmir. Neun Wahlkreise waren für Angehörige indigener Bevölkerungsgruppen (scheduled tribes) reserviert.
Ein Ministerrat unter der Leitung eines Ministerpräsidenten wird vom Lieutenant Governor aus der Mitte der gesetzgebenden Versammlung ernannt. Seine Aufgabe ist es, den Lieutenant Governor bei der Wahrnehmung seiner Aufgaben in Angelegenheiten zu beraten, die der Zuständigkeit der gesetzgebenden Versammlung unterliegen. In anderen Angelegenheiten ist der Lieutenant Governor befugt, in eigener Verantwortung zu handeln. Der Lieutenant Governor wird auch befugt sein, Verordnungen zu erlassen, die die gleiche Kraft haben wie die Gesetze der gesetzgebenden Versammlung.
Zu den offiziellen Amtssprachen des Unionsterritoriums wurden mit dem Jammu and Kashmir Official Languages Act, 2020 vom 27. September 2020 Kashmiri, Dogri, Urdu, Hindi und Englisch bestimmt. Im alten Bundesstaat Jammu und Kashmir war ausschließlich Urdu offizielle Amtssprache gewesen.
Das Unionsterritorium unterliegt weiterhin der Gerichtsbarkeit des Obersten Gerichts von Jammu und Kaschmir, das auch als Oberstes Gericht für Ladakh fungiert und seit 2021 die Bezeichnung High Court of Jammu and Kashmir and Ladakh trägt. Polizeidienste werden weiterhin von der bestehenden Polizei in Jammu und Kaschmir erbracht.
Wahlen für die gesetzgebende Versammlung von Jammu und Kaschmir fanden nach der Festlegung neuer Wahlkreisgrenzen im September und Oktober 2024 statt. Sieger wurde die Jammu & Kashmir National Conference (JKNC) die 42 von 90 Mandaten gewann. Omar Abdullah, der stellvertretende Vorsitzende der JKNC, wurde neuer Ministerpräsident. Er bekleidete dieses Amt bereits zwischen 2009 und 2015.